# 3-Metil-1-pentanol
A 3-metil-1-pentanol szerves vegyület, hat szénatomos alkohol. A természetben előfordul a Tabasco paprikában.

## Fordítás
Ez a szócikk részben vagy egészben  a(z)   3-Methyl-1-pentanol című angol Wikipédia-szócikk ezen változatának fordításán alapul.  Az eredeti cikk szerkesztőit annak laptörténete sorolja fel. Ez a jelzés csupán a megfogalmazás eredetét és a szerzői jogokat jelzi, nem szolgál a cikkben szereplő információk forrásmegjelöléseként.